# 東篤志
東 篤志（ひがし あつし、生年月日不詳 - 2018年10月31日）は、日本の漫画家。大阪府出身。

## 略歴
1991年、『週刊少年サンデー超』9月号で『私立探偵レイモンド』の連載を開始しデビューした。1994年5月号まで連載された。
2008年、『A-ZERO』8月号で『羽衣闘伝』の連載を開始し、2009年6月号まで連載された。
2018年10月31日14時30分頃、山梨県南都留郡富士河口湖町富士ヶ嶺の県道を大型バイクで走行中、前方を走行していた農耕作業車が右折しようとした際に追突し、全身を強く打ち搬送先の甲府市内の病院で死亡が確認された。52歳没。

## 人物
- 八神健や薮口黒子と交流があった[4]。
- バイク好きであり、自身のブログにも記事を複数書いていた[5]。